# Operation Verantwortlichkeit
Operation Verantwortlichkeit (englisch Operation Accountability) ist die israelische Bezeichnung für eine am 25. Juli 1993 von den israelischen Streitkräften begonnene Militäraktion gegen die Hisbollah im Libanon. Dort wird sie aufgrund ihrer Dauer Siebentagekrieg genannt.

## Historischer Hintergrund
Die in den Wirren des libanesischen Bürgerkrieges entstandene  Hisbollah war zunächst hauptsächlich vom Iran finanziert. Als das 1989 durch die Arabische Liga vermittelte Abkommen von Taif den Bürgerkrieg beendete, wurde darin auch die Auflösung aller libanesischen Milizen vereinbart. Die Hisbollah interpretierte das Abkommen jedoch so, dass sie als  durch die Verfassung geschützte  „Widerstandsgruppe“  den Kampf gegen Israel fortsetzen dürfe. Der damalige Chef des militärischen Arms der Hisbollah, Hassan Nasrallah, vertrat die Ansicht, dass seine Miliz nur zur Bekämpfung der im Libanon stationierten fremden Truppen existiere und ohnehin niemals im Bürgerkrieg involviert war, so dass es vom Abkommen insoweit gar nicht betroffen sei. Inwieweit die Duldung des militärischen Arms der Hisbollah durch die libanesische Regierung als Versagen oder heimliche Unterstützung zu werten ist, bleibt bis heute umstritten. Hisbollah setzte jedenfalls ihren Konflikt niedriger Intensität mit Israel fort.

## Casus Belli
Im späten Juni 1993 beschoss die Hisbollah ein israelisches Dorf mit Raketen und im folgenden Monat wurden bei Angriffen durch die Hisbollah und die Volksfront zur Befreiung Palästinas fünf Soldaten der israelischen Streitkräfte (IDF) im besetzten Gebiet getötet. Diese Aktionen werden allgemein als Auslöser für die Operation Verantwortlichkeit betrachtet. Hisbollah erklärte jedoch, dass der Granatbeschuss eines israelischen Dorfs die Vergeltungstat für den Beschuss libanesischer Dörfer durch die IDF und Milizen der südlibanesischen Armee (SLA) war und der Angriff auf israelische Soldaten in der besetzten Zone zum Widerstand gegen die Okkupation rechtmäßig war.

## Teilnehmer
Die IDF-Truppen umfassten Artillerie, Kriegsschiffe und Jagdbomber. Von der Hisbollah ist bekannt, dass sie Mörsergranaten und Raketen einsetzte. Die SLA, die mit der IDF kooperierte, sendete Radiowarnungen auf ihren Sendern aus und forderte die zivile Bevölkerung auf, bestimmte Dörfer zu verlassen.

## Verletzungen des Kriegsrechts
Human Rights Watch (HRW) und anderen Menschenrechtsorganisationen zufolge haben beide Seiten das Kriegsrecht verletzt, indem sie zivile Ziele angriffen.
Während der Operation bombardierte Israel tausende von Häusern und Gebäuden. Dies hatte zur Folge, dass 300.000 Zivilisten aus dem Südlibanon in Richtung Beirut und andere Gebiete flüchteten. Israelische Kräfte zerstörten auch libanesische Infrastruktur und zivile Ziele, wie wichtige Elektrizitätsumspannstationen und Brücken. Nach HRW hat die IDF versagt, angemessene Maßnahmen zu ergreifen, um zivile Opfer zu minimieren, und hat Waffen eingesetzt, die für die Umstände unangebracht waren.
Die Hisbollah revanchierte sich mit Raketenangriffen auf israelische zivile Ziele, die aber geringeren Schaden anrichteten. Die Hisbollah wurde auch beschuldigt, Waffen in zivilen Gebäuden zu verbergen.
Letztendlich erklärte die Hisbollah, dass der Angriff auf israelische Siedlungen nur Druck auf Israel ausüben sollte, um Angriffe auf libanesische Zivilisten zu stoppen – während Israel behauptete, ein ähnliches Motiv hinter seinen Angriffen zu haben.

## Waffenstillstand
Nach einer Woche wurde ein Waffenstillstand vereinbart, der durch die Vereinigten Staaten vermittelt worden war, in Form einer mündlichen Vereinbarung. Aufgrund dieser Vereinbarung war Israel damit einverstanden, seine Angriffe gegen libanesische Zivilisten zu beenden, und die Hisbollah stimmte zu, ihre militärischen Aktionen gegen die israelische Besetzung im Libanon zu begrenzen.

## Verluste und Schäden
Zusätzlich zum Tod von 118 Zivilisten wurde im Libanon auch eine umstrittene Anzahl von Hisbollah-Kämpfern getötet. Der libanesische Ministerpräsident Rafik Hariri sagte, dass acht getötet worden waren, während der israelische Ministerpräsident Jitzchak Rabin erklärte, es seien rund fünfzig gewesen. Durch die Raketenangriffe der Hisbollah waren zwei israelische Zivilisten getötet worden. Die israelische Armee hatte einen Gefallenen.

## Folgekonflikt
Drei Jahre später eskalierte der Konflikt in der Operation Früchte des Zorns erneut.